# Sainte-Sigolène
Sainte-Sigolène är en kommun i departementet Haute-Loire i regionen Auvergne-Rhône-Alpes i centrala Frankrike. Kommunen ligger i kantonen Sainte-Sigolène som tillhör arrondissementet Yssingeaux. År 2022 hade Sainte-Sigolène 6 060 invånare.

## Befolkningsutveckling
Antalet invånare i kommunen Sainte-Sigolène
| Referens: INSEE |